# Kathleen M. Weaver
Kathleen Moesle Weaver (* 1947/48) ist eine US-amerikanische Politikerin und seit 2005 Bürgermeisterin von Darien in Illinois.
Kathleen Weaver hat erhielt einen Bachelor-Abschluss an der University of Illinois at Urbana-Champaign. Sie war Grundschullehrerin und arbeitete danach im Versicherungswesen. Seit 1987 gehört sie dem Stadtrat von Darien an. Im Oktober 2005 trat Dariens Bürgermeister Carmen D. Soldato überraschend zurück, in einer außerordentlichen Sitzung wählte der Stadtrat Weaver zu dessen Nachfolgerin. Die regulären Wahlen im April 2007 gewann Weaver gegen ihren Stadtratskollegen Richard A. Biehl, vier Jahre später wurde sie von Dariens Bürgern wiedergewählt.